# Ардал О’Хенлон
Ардал О’Хенлон (енгл. Ardal O'Hanlon; Карикмакрос, 8. октобар 1965) је ирски глумац. О’Хенлон је најпознатији по улогама оца Дугала Магвајера у серији Отац Тед и Џека Мунија у крими-драмедији Смрт у рају.